# Diego Ares (cyclisme)
Pour les articles homonymes, voir Diego Ares et Ares (homonymie).
Diego Ares, né le 29 septembre 1986 à Santos, est un coureur cycliste brésilien.

## Biographie
En 2011, Diego Ares s'impose en solitaire sur la sixième étape du Tour du Brésil-Tour de l'État de Sao Paulo, qu'il termine à la quatrième place, avec en prime le classement du meilleur grimpeur.
En mars 2013, il est recruté par l'équipe continentale autrichienne Vorarlberg. Quatorzième du Tour de Chine I, il retourne finalement au Brésil en 2014, en rejoignant l'équipe brésilienne Memorial-Prefeitura de Santos. Troisième du Tour de l'intérieur de São Paulo, il dispute ensuite le Tour du Rio Grande do Sul, où il se classe neuvième. Lors de cette dernière, un échantillon d'urine prélevé se révèle cependant positif au GW501516, une substance interdite. En conséquence, il est suspendu deux ans par l'UCI, soit jusqu'au 11 avril 2016.
Il effectue son retour à la compétition au cours de la saison 2016, au sein de la petite équipe Osasco-Penks-Sbc Trans.

## Palmarès
- 2011
  - 1re étape du Tour du Brésil-Tour de l'État de Sao Paulo
- 2014
  - 3e du Tour de l'intérieur de São Paulo

## Classements mondiaux
| Année            | 2009 | 2010 | 2011 | 2012 |
| ---------------- | ---- | ---- | ---- | ---- |
| UCI America Tour | 236e |      |      | 130e |